# Nigar Camal
Nigar Camal (1. september 1980 i Baku i Aserbajdsjanske SSR), er en aserbajdsjansk sanger som repræsenterede Aserbajdsjan i Eurovision Song Contest 2011 med musikduoen Eldar og Nigar sammen med Eldar Qasımov. Camal har siden 2005 boet i London.